# Тяжёлые крейсера типа «Норфолк»
Тяжёлые крейсера́ ти́па «Но́рфолк» — тип тяжёлых крейсеров Королевского военно-морского флота Великобритании времён Второй мировой войны. Относились к типу «Каунти» (County) 3-й серии. Всего для британского флота построено 2 единицы: «Норфолк» (Norfolk), «Дорсетшир» (Dorsetshire).

## История создания
На кораблях II серии (типа «Лондон»), было недостаточное бронирование, что вызывало дискуссии и споры. Было выдано задание на проект предусматривавший усиление бронирования. Но доведение защиты до нужного уровня вызывало рост водоизмещения и нарушало договорной лимит стандартного водоизмещения кораблей. В результате на новых крейсерах оставили систему бронирования «лондонов», слегка усилив защиту погребов главной артиллерии. Дополнительные 75 тонн брони выкроили за счёт более легких артиллерийских башен главного калибра Mk II.

## Конструкция
Тяжёлые крейсера типа «Норфолк» были гладкопалубными высокобортными кораблями с тремя высокими, с небольшим наклоном назад трубами и двумя мачтами.

## Служба
«Норфолк» — заложен 8 июля 1927 года, спущен 12 декабря 1928 года, вошёл в строй 30 апреля 1930 года.
«Дорсетшир» — построен верфью ВМС в городе Портсмут (заложен 21 сентября 1927 года), спущен 29 января 1929 года, вошёл в строй 30 сентября 1930 года. Назван в честь английского графства Дорсетшир. Второй и последний корабль серии. Потоплен 5 апреля 1942 года вместе с крейсером «Корнуолл» авианалётом с японских авианосцев.

## Оценка проекта
Вот что писал британский еженедельник The Engineer в номере от 3 января 1930 года:
Что касается 10000-тонных крейсеров, следует отметить, что их популярность идёт на убыль во всех флотах, кроме американского. Несмотря на внушительные размеры, скорость и вооружение, им присущи два значительных недостатка. Первый из них — слабое бронирование, аналогичное наихудшим образчикам такового у наших довоенных линейных крейсеров. Второй — чрезмерная дороговизна постройки. С договорами или без них, а Британская империя всегда будет нуждаться в большом количестве крейсеров, но мы не можем позволить себе построить множество кораблей стоимостью 2 млн фунтов каждый
.